# ژاک پیکارد
ژاک پیکارد (انگلیسی: Jacques Piccard; ۲۸ ژوئیهٔ ۱۹۲۲ – ۱ نوامبر ۲۰۰۸) دانشمند در زمینه اقیانوس‌نگاری اهل سوئیس بود.
او و دان والش در ۲۳ ژانویه ۱۹۶۰ خدمه بثی‌سکف تریسته به هنگام فرورفتن آن به خندق ماریانا بودند. آنها برای اینکار از دوایت آیزنهاور نشان شایستگی دریافت کردند. همچنین با مدال‌ها و نشان‌های بسیار دیگر نیز تشویق شدند.